# 戈特利布·雷德克

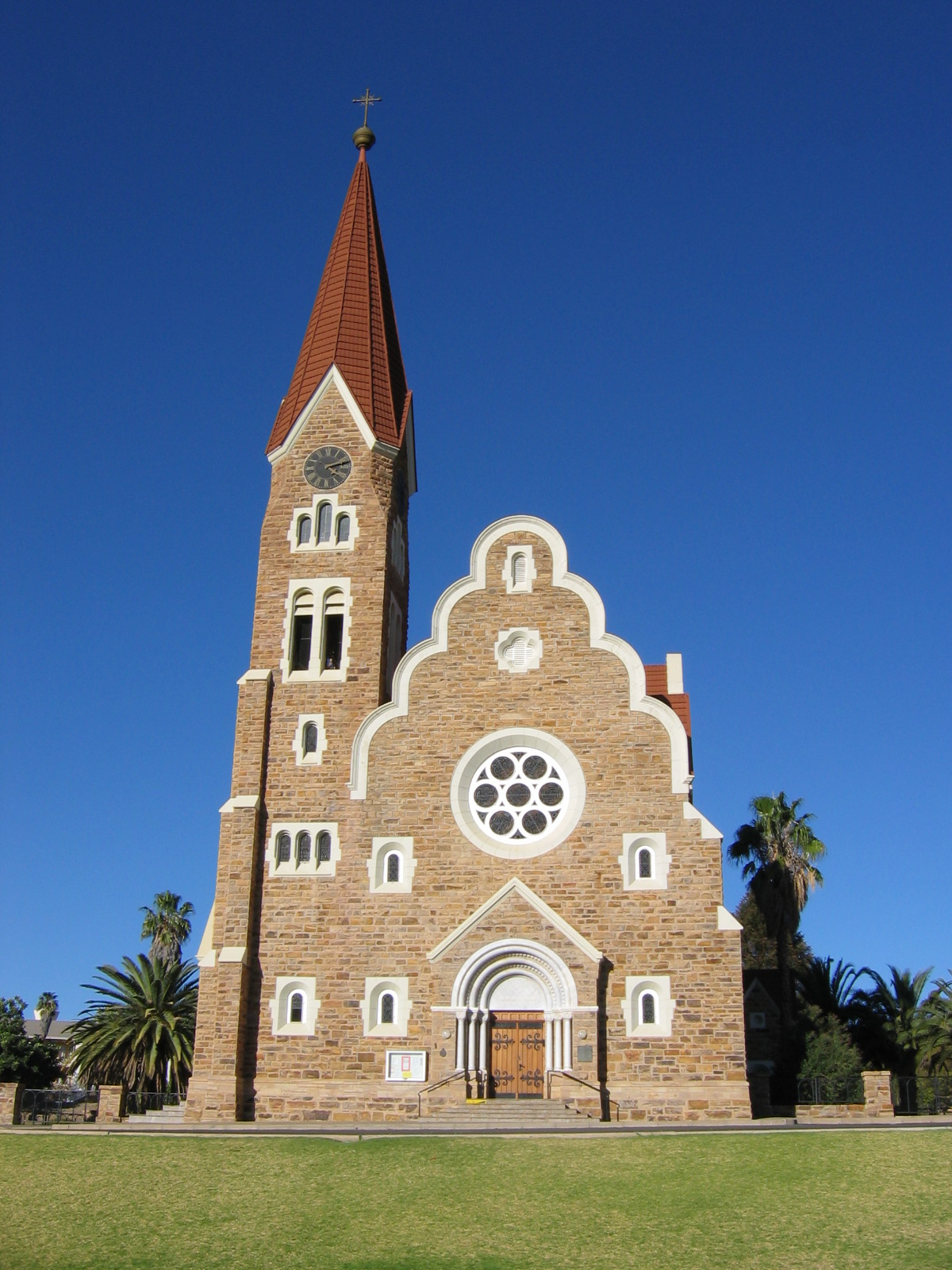
基督教堂 (溫得和克)

戈特利布·威廉·爱德华·雷德克（德語：Gottlieb Wilhelm Eduard Redecker，1871年4月30日—1945年1月21日）是出生於西南非洲的德裔工程师和建筑师。他曾為西南非洲當地設計了一些建筑物，这些建筑物今天仍然位於纳米比亚境內，其中就包括位於温得和克的基督教堂以及国民议会大楼。
第一次世界大战時戈特利布·雷德克曾經被逮捕，戰爭結束後他從金伯利获释，並于1921年从西南非洲返回德国。他于1931年退休。1945年1月21日，他在居特斯洛的一次空袭中丧生，當時他的住所遭到轰炸。